# Juan de Borbón (1913-1993)

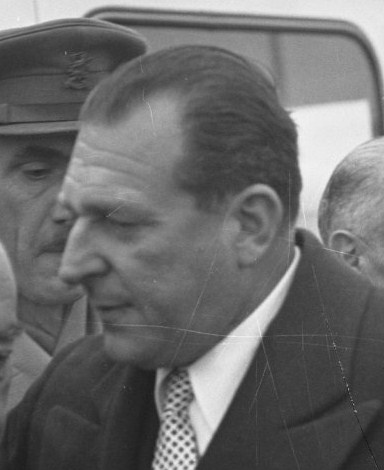
Juan Carlos Teresa Silverio Alfonso de Borbón y Battenberg

Juan Carlos Teresa Silvestre Alfonso de Borbón y Battenberg (La Granja, 20 juni 1913 – Pamplona, 1 april 1993), infant van Spanje, graaf van Barcelona, was de vierde zoon en het zesde kind van koning Alfons XIII van Spanje, die Juan benoemde tot zijn troonopvolger. Zijn moeder was Victoria Eugénie van Battenberg. Juan heeft echter nooit de troon bestegen, omdat zijn vader werd uitgerangeerd door de Tweede Spaanse Republiek. Juan is de vader van Juan Carlos I van Spanje, die na de dood van Francisco Franco in 1975 koning van Spanje werd.

## Huwelijk
Juan trouwde op 12 oktober 1935 in Rome met Maria de las Mercedes van Bourbon. Ze woonden eerst in Rome, vervolgens in Lausanne en uiteindelijk in Estoril, Portugal. Ze kregen vier kinderen: 
- Pilar (1936–2020)
- Juan Carlos (1938)
- Margarita Maria (1939)
- Alfons (1941–1956), gestorven onder nooit volledig opgehelderde omstandigheden.

## Graaf van Barcelona
Omdat in Spanje de monarchie plaats had gemaakt voor de Tweede Spaanse Republiek, gebruikte Juan de titel ‘Graaf van Barcelona’ om zijn aanspraken op de Spaanse troon te bevestigen.
Toen de monarchie in 1947 door generaal Franco formeel werd hersteld, bleef dit voorlopig zonder gevolgen, ook al omdat Juan enige afstand bewaarde van Franco. Wel stemde Don Juan toe in een staatsopvoeding voor zijn oudste zoon, die in de loop van de jaren steeds meer de echte kroonprins werd. In 1969 werd Juan Carlos ten slotte officieel aangewezen als opvolger van Franco, die in 1975 zou sterven. Pas twee jaar na de troonsbestijging van zijn zoon deed Juan afstand van zijn rechten op de troon. In ruil daarvoor gaf zijn zoon hem de titel ‘Graaf van Barcelona’, die hij al die jaren met zoveel trots had gedragen.
Juan stierf in 1993 en werd met koninklijke eer begraven als Juan III in de Koninklijke Crypte van het klooster El Escorial, vijftig kilometer ten noordwesten van Madrid.

## Kwartierstaat
| Frans van Assisi van Bourbon (1822-1902) | Frans van Assisi van Bourbon (1822-1902) | Frans van Assisi van Bourbon (1822-1902) | Frans van Assisi van Bourbon (1822-1902) | Frans van Assisi van Bourbon (1822-1902) | Frans van Assisi van Bourbon (1822-1902) | Isabella II van Spanje (1830-1904) | Isabella II van Spanje (1830-1904) | Isabella II van Spanje (1830-1904) | Isabella II van Spanje (1830-1904) | Isabella II van Spanje (1830-1904) | Isabella II van Spanje (1830-1904) |                                    |                                    | Karel Ferdinand van Oostenrijk (1818-1874) | Karel Ferdinand van Oostenrijk (1818-1874) | Karel Ferdinand van Oostenrijk (1818-1874) | Karel Ferdinand van Oostenrijk (1818-1874) | Karel Ferdinand van Oostenrijk (1818-1874) | Karel Ferdinand van Oostenrijk (1818-1874) | Elisabeth Francisca Maria van Oostenrijk (1831-1903) | Elisabeth Francisca Maria van Oostenrijk (1831-1903) | Elisabeth Francisca Maria van Oostenrijk (1831-1903) | Elisabeth Francisca Maria van Oostenrijk (1831-1903) | Elisabeth Francisca Maria van Oostenrijk (1831-1903) | Elisabeth Francisca Maria van Oostenrijk (1831-1903) |                                  |                                  | Alexander van Hessen-Darmstadt (1823-1888) | Alexander van Hessen-Darmstadt (1823-1888) | Alexander van Hessen-Darmstadt (1823-1888) | Alexander van Hessen-Darmstadt (1823-1888) | Alexander van Hessen-Darmstadt (1823-1888) | Alexander van Hessen-Darmstadt (1823-1888) | Julia Hauke (1825-1895)                    | Julia Hauke (1825-1895)                    | Julia Hauke (1825-1895)                    | Julia Hauke (1825-1895)                    | Julia Hauke (1825-1895)                     | Julia Hauke (1825-1895)                     |                                             |                                             | Albert van Saksen-Coburg en Gotha (1819-1861) | Albert van Saksen-Coburg en Gotha (1819-1861) | Albert van Saksen-Coburg en Gotha (1819-1861)   | Albert van Saksen-Coburg en Gotha (1819-1861)   | Albert van Saksen-Coburg en Gotha (1819-1861)   | Albert van Saksen-Coburg en Gotha (1819-1861)   | Victoria van het Verenigd Koninkrijk (1819-1901) | Victoria van het Verenigd Koninkrijk (1819-1901) | Victoria van het Verenigd Koninkrijk (1819-1901) | Victoria van het Verenigd Koninkrijk (1819-1901) | Victoria van het Verenigd Koninkrijk (1819-1901) | Victoria van het Verenigd Koninkrijk (1819-1901) |  |  |  |  |  |  |  |  |  |  |  |  |  |  |  |  |  |  |  |  |  |  |  |  |  |  |  |  |  |  |  |  |  |  |  |  |  |  |  |  |  |  |  |  |  |  |  |  |
| Frans van Assisi van Bourbon (1822-1902) | Frans van Assisi van Bourbon (1822-1902) | Frans van Assisi van Bourbon (1822-1902) | Frans van Assisi van Bourbon (1822-1902) | Frans van Assisi van Bourbon (1822-1902) | Frans van Assisi van Bourbon (1822-1902) | Isabella II van Spanje (1830-1904) | Isabella II van Spanje (1830-1904) | Isabella II van Spanje (1830-1904) | Isabella II van Spanje (1830-1904) | Isabella II van Spanje (1830-1904) | Isabella II van Spanje (1830-1904) |                                    |                                    | Karel Ferdinand van Oostenrijk (1818-1874) | Karel Ferdinand van Oostenrijk (1818-1874) | Karel Ferdinand van Oostenrijk (1818-1874) | Karel Ferdinand van Oostenrijk (1818-1874) | Karel Ferdinand van Oostenrijk (1818-1874) | Karel Ferdinand van Oostenrijk (1818-1874) | Elisabeth Francisca Maria van Oostenrijk (1831-1903) | Elisabeth Francisca Maria van Oostenrijk (1831-1903) | Elisabeth Francisca Maria van Oostenrijk (1831-1903) | Elisabeth Francisca Maria van Oostenrijk (1831-1903) | Elisabeth Francisca Maria van Oostenrijk (1831-1903) | Elisabeth Francisca Maria van Oostenrijk (1831-1903) |                                  |                                  | Alexander van Hessen-Darmstadt (1823-1888) | Alexander van Hessen-Darmstadt (1823-1888) | Alexander van Hessen-Darmstadt (1823-1888) | Alexander van Hessen-Darmstadt (1823-1888) | Alexander van Hessen-Darmstadt (1823-1888) | Alexander van Hessen-Darmstadt (1823-1888) | Julia Hauke (1825-1895)                    | Julia Hauke (1825-1895)                    | Julia Hauke (1825-1895)                    | Julia Hauke (1825-1895)                    | Julia Hauke (1825-1895)                     | Julia Hauke (1825-1895)                     |                                             |                                             | Albert van Saksen-Coburg en Gotha (1819-1861) | Albert van Saksen-Coburg en Gotha (1819-1861) | Albert van Saksen-Coburg en Gotha (1819-1861)   | Albert van Saksen-Coburg en Gotha (1819-1861)   | Albert van Saksen-Coburg en Gotha (1819-1861)   | Albert van Saksen-Coburg en Gotha (1819-1861)   | Victoria van het Verenigd Koninkrijk (1819-1901) | Victoria van het Verenigd Koninkrijk (1819-1901) | Victoria van het Verenigd Koninkrijk (1819-1901) | Victoria van het Verenigd Koninkrijk (1819-1901) | Victoria van het Verenigd Koninkrijk (1819-1901) | Victoria van het Verenigd Koninkrijk (1819-1901) |  |  |  |  |  |  |  |  |  |  |  |  |  |  |  |  |  |  |  |  |  |  |  |  |  |  |  |  |  |  |  |  |  |  |  |  |  |  |  |  |  |  |  |  |  |  |  |  |
|                                          |                                          |                                          |                                          |                                          |                                          |                                    |                                    |                                    |                                    |                                    |                                    |                                    |                                    |                                            |                                            |                                            |                                            |                                            |                                            |                                                      |                                                      |                                                      |                                                      |                                                      |                                                      |                                  |                                  |                                            |                                            |                                            |                                            |                                            |                                            |                                            |                                            |                                            |                                            |                                             |                                             |                                             |                                             |                                               |                                               |                                                 |                                                 |                                                 |                                                 |                                                  |                                                  |                                                  |                                                  |                                                  |                                                  |  |  |  |  |  |  |  |  |  |  |  |  |  |  |  |  |  |  |  |  |  |  |  |  |  |  |  |  |  |  |  |  |  |  |  |  |  |  |  |  |  |  |  |  |  |  |  |  |
|                                          |                                          |                                          |                                          | Alfons XII van Spanje (1857-1885)        | Alfons XII van Spanje (1857-1885)        | Alfons XII van Spanje (1857-1885)  | Alfons XII van Spanje (1857-1885)  | Alfons XII van Spanje (1857-1885)  | Alfons XII van Spanje (1857-1885)  |                                    |                                    |                                    |                                    |                                            |                                            | Maria Christina van Oostenrijk (1858-1929) | Maria Christina van Oostenrijk (1858-1929) | Maria Christina van Oostenrijk (1858-1929) | Maria Christina van Oostenrijk (1858-1929) | Maria Christina van Oostenrijk (1858-1929)           | Maria Christina van Oostenrijk (1858-1929)           |                                                      |                                                      |                                                      |                                                      |                                  |                                  |                                            |                                            |                                            |                                            | Hendrik Maurits van Battenberg (1858-1896) | Hendrik Maurits van Battenberg (1858-1896) | Hendrik Maurits van Battenberg (1858-1896) | Hendrik Maurits van Battenberg (1858-1896) | Hendrik Maurits van Battenberg (1858-1896) | Hendrik Maurits van Battenberg (1858-1896) |                                             |                                             |                                             |                                             |                                               |                                               | Beatrice van Saksen-Coburg en Gotha (1857-1944) | Beatrice van Saksen-Coburg en Gotha (1857-1944) | Beatrice van Saksen-Coburg en Gotha (1857-1944) | Beatrice van Saksen-Coburg en Gotha (1857-1944) | Beatrice van Saksen-Coburg en Gotha (1857-1944)  | Beatrice van Saksen-Coburg en Gotha (1857-1944)  |                                                  |                                                  |                                                  |                                                  |  |  |  |  |  |  |  |  |  |  |  |  |  |  |  |  |  |  |  |  |  |  |  |  |  |  |  |  |  |  |  |  |  |  |  |  |  |  |  |  |  |  |  |  |  |  |  |  |
|                                          |                                          |                                          |                                          | Alfons XII van Spanje (1857-1885)        | Alfons XII van Spanje (1857-1885)        | Alfons XII van Spanje (1857-1885)  | Alfons XII van Spanje (1857-1885)  | Alfons XII van Spanje (1857-1885)  | Alfons XII van Spanje (1857-1885)  |                                    |                                    |                                    |                                    |                                            |                                            | Maria Christina van Oostenrijk (1858-1929) | Maria Christina van Oostenrijk (1858-1929) | Maria Christina van Oostenrijk (1858-1929) | Maria Christina van Oostenrijk (1858-1929) | Maria Christina van Oostenrijk (1858-1929)           | Maria Christina van Oostenrijk (1858-1929)           |                                                      |                                                      |                                                      |                                                      |                                  |                                  |                                            |                                            |                                            |                                            | Hendrik Maurits van Battenberg (1858-1896) | Hendrik Maurits van Battenberg (1858-1896) | Hendrik Maurits van Battenberg (1858-1896) | Hendrik Maurits van Battenberg (1858-1896) | Hendrik Maurits van Battenberg (1858-1896) | Hendrik Maurits van Battenberg (1858-1896) |                                             |                                             |                                             |                                             |                                               |                                               | Beatrice van Saksen-Coburg en Gotha (1857-1944) | Beatrice van Saksen-Coburg en Gotha (1857-1944) | Beatrice van Saksen-Coburg en Gotha (1857-1944) | Beatrice van Saksen-Coburg en Gotha (1857-1944) | Beatrice van Saksen-Coburg en Gotha (1857-1944)  | Beatrice van Saksen-Coburg en Gotha (1857-1944)  |                                                  |                                                  |                                                  |                                                  |  |  |  |  |  |  |  |  |  |  |  |  |  |  |  |  |  |  |  |  |  |  |  |  |  |  |  |  |  |  |  |  |  |  |  |  |  |  |  |  |  |  |  |  |  |  |  |  |
|                                          |                                          |                                          |                                          |                                          |                                          |                                    |                                    |                                    |                                    | Alfons XIII van Spanje (1886-1931) | Alfons XIII van Spanje (1886-1931) | Alfons XIII van Spanje (1886-1931) | Alfons XIII van Spanje (1886-1931) | Alfons XIII van Spanje (1886-1931)         | Alfons XIII van Spanje (1886-1931)         |                                            |                                            |                                            |                                            |                                                      |                                                      |                                                      |                                                      |                                                      |                                                      |                                  |                                  |                                            |                                            |                                            |                                            |                                            |                                            |                                            |                                            |                                            |                                            | Victoria Eugénie van Battenberg (1887-1969) | Victoria Eugénie van Battenberg (1887-1969) | Victoria Eugénie van Battenberg (1887-1969) | Victoria Eugénie van Battenberg (1887-1969) | Victoria Eugénie van Battenberg (1887-1969)   | Victoria Eugénie van Battenberg (1887-1969)   |                                                 |                                                 |                                                 |                                                 |                                                  |                                                  |                                                  |                                                  |                                                  |                                                  |  |  |  |  |  |  |  |  |  |  |  |  |  |  |  |  |  |  |  |  |  |  |  |  |  |  |  |  |  |  |  |  |  |  |  |  |  |  |  |  |  |  |  |  |  |  |  |  |
|                                          |                                          |                                          |                                          |                                          |                                          |                                    |                                    |                                    |                                    | Alfons XIII van Spanje (1886-1931) | Alfons XIII van Spanje (1886-1931) | Alfons XIII van Spanje (1886-1931) | Alfons XIII van Spanje (1886-1931) | Alfons XIII van Spanje (1886-1931)         | Alfons XIII van Spanje (1886-1931)         |                                            |                                            |                                            |                                            |                                                      |                                                      |                                                      |                                                      |                                                      |                                                      |                                  |                                  |                                            |                                            |                                            |                                            |                                            |                                            |                                            |                                            |                                            |                                            | Victoria Eugénie van Battenberg (1887-1969) | Victoria Eugénie van Battenberg (1887-1969) | Victoria Eugénie van Battenberg (1887-1969) | Victoria Eugénie van Battenberg (1887-1969) | Victoria Eugénie van Battenberg (1887-1969)   | Victoria Eugénie van Battenberg (1887-1969)   |                                                 |                                                 |                                                 |                                                 |                                                  |                                                  |                                                  |                                                  |                                                  |                                                  |  |  |  |  |  |  |  |  |  |  |  |  |  |  |  |  |  |  |  |  |  |  |  |  |  |  |  |  |  |  |  |  |  |  |  |  |  |  |  |  |  |  |  |  |  |  |  |  |
|                                          |                                          |                                          |                                          |                                          |                                          |                                    |                                    |                                    |                                    |                                    |                                    |                                    |                                    |                                            |                                            |                                            |                                            |                                            |                                            |                                                      |                                                      |                                                      |                                                      |                                                      |                                                      |                                  |                                  |                                            |                                            |                                            |                                            |                                            |                                            |                                            |                                            |                                            |                                            |                                             |                                             |                                             |                                             |                                               |                                               |                                                 |                                                 |                                                 |                                                 |                                                  |                                                  |                                                  |                                                  |                                                  |                                                  |  |  |  |  |  |  |  |  |  |  |  |  |  |  |  |  |  |  |  |  |  |  |  |  |  |  |  |  |  |  |  |  |  |  |  |  |  |  |  |  |  |  |  |  |  |  |  |  |
|                                          |                                          |                                          |                                          |                                          |                                          |                                    |                                    |                                    |                                    |                                    |                                    |                                    |                                    |                                            |                                            |                                            |                                            |                                            |                                            |                                                      |                                                      |                                                      |                                                      |                                                      |                                                      |                                  |                                  |                                            |                                            |                                            |                                            |                                            |                                            |                                            |                                            |                                            |                                            |                                             |                                             |                                             |                                             |                                               |                                               |                                                 |                                                 |                                                 |                                                 |                                                  |                                                  |                                                  |                                                  |                                                  |                                                  |  |  |  |  |  |  |  |  |  |  |  |  |  |  |  |  |  |  |  |  |  |  |  |  |  |  |  |  |  |  |  |  |  |  |  |  |  |  |  |  |  |  |  |  |  |  |  |  |
| Alfons van Bourbon (1907-1938)           | Alfons van Bourbon (1907-1938)           | Alfons van Bourbon (1907-1938)           | Alfons van Bourbon (1907-1938)           | Alfons van Bourbon (1907-1938)           | Alfons van Bourbon (1907-1938)           |                                    |                                    | Jaime van Bourbon (1908-1975)      | Jaime van Bourbon (1908-1975)      | Jaime van Bourbon (1908-1975)      | Jaime van Bourbon (1908-1975)      | Jaime van Bourbon (1908-1975)      | Jaime van Bourbon (1908-1975)      |                                            |                                            | Beatrix van Bourbon (1909-2002)            | Beatrix van Bourbon (1909-2002)            | Beatrix van Bourbon (1909-2002)            | Beatrix van Bourbon (1909-2002)            | Beatrix van Bourbon (1909-2002)                      | Beatrix van Bourbon (1909-2002)                      |                                                      |                                                      | Fernando van Bourbon (1910-1910)                     | Fernando van Bourbon (1910-1910)                     | Fernando van Bourbon (1910-1910) | Fernando van Bourbon (1910-1910) | Fernando van Bourbon (1910-1910)           | Fernando van Bourbon (1910-1910)           |                                            |                                            | Maria Christina van Bourbon (1911-1996)    | Maria Christina van Bourbon (1911-1996)    | Maria Christina van Bourbon (1911-1996)    | Maria Christina van Bourbon (1911-1996)    | Maria Christina van Bourbon (1911-1996)    | Maria Christina van Bourbon (1911-1996)    |                                             |                                             | Juan van Bourbon (1913-1993)                | Juan van Bourbon (1913-1993)                | Juan van Bourbon (1913-1993)                  | Juan van Bourbon (1913-1993)                  | Juan van Bourbon (1913-1993)                    | Juan van Bourbon (1913-1993)                    |                                                 |                                                 | Gonzalo van Bourbon (1914-1934)                  | Gonzalo van Bourbon (1914-1934)                  | Gonzalo van Bourbon (1914-1934)                  | Gonzalo van Bourbon (1914-1934)                  | Gonzalo van Bourbon (1914-1934)                  | Gonzalo van Bourbon (1914-1934)                  |  |  |  |  |  |  |  |  |  |  |  |  |  |  |  |  |  |  |  |  |  |  |  |  |  |  |  |  |  |  |  |  |  |  |  |  |  |  |  |  |  |  |  |  |  |  |  |  |